# Головинщино (Лев-Толстовский район)
Голови́нщино — село Троицкого сельсовета Лев-Толстовского района Липецкой области.

## Название
Название — по фамилии Головин.

## История
Село Головинщино впервые упоминается в 1676 году как село Алексеевское Раненбургского уезда. Упоминается в качестве Новоселейного (Нового) села святого Алексея — митрополита Московского и всея Руси. После смерти митрополита Алексея среди тех, кто получил здесь землю, был Головин В. В. из рода московских бояр, занимавших должности великокняжеских казначеев, а в XVII в. — комнатных стольников.
Первые переселенцы жили на левом берегу реки Гущиной Рясы. С севера к селу близко подходил большой лес; вокруг села имелись луга, пастбища, в речке водились много рыбы, в полях и лесах — дикой птицы.
В 1690 году в селе была построена небольшая деревянная церковь, названная Алексеевским приходом, в 1740 году она сгорела и на её месте была построена новая деревянная церковь. В 1852 году начато строительство новой кирпичной церкви и завершилось строительство в 1859 году. Церковь была освящена как Космо-Дамиановская.
В 1871 году в селе была открыта церковно-приходская школа.
В конце XIX в селе было несколько перерабатывающих минипредприятий: маслобойни, мельницы ветряная и крупорушка.
Село называлось «Алексеевское» до 1865 года, затем оно стало называться «Головинщино».
В 1931 году в селе были созданы 4 колхоза: «Потребкооперация», им. 8 Марта, им. Коминтерна, «ОГПУ».
С 1965 года в селе Головинщино был один колхоз — «Заветы Ильича», в котором занимались растениеводством и животноводством.
В настоящее время на землях села Головинщино осуществляют свою деятельность ООО "Агрофирма «Колос», КФХ «Восход», ООО «ГринМастер», торговый дом «Мясное царство».

## Население
| 1859 | 1897  | 1906  | 2000 | 2010 |
| ---- | ----- | ----- | ---- | ---- |
| 1501 | ↘1423 | ↗1662 | ↘471 | ↗498 |